# Трушкина, Юлия Андреевна
Юлия Андреевна Трушкина (бел. Юлія Андрэеўна Трушкіна; 23 октября 2002, Гомель) — белорусская гребчиха-каноистка, выступает за сборную Беларуси. Чемпионка мира 2024 года.

## Карьера
Юлия участвовала в отборочном турнире по гребле на байдарках и каноэ 2024 года в Сегеде, Венгрия. Выиграв заплыв C–1 на 200 метров получила лицензию на Олимпийские игры и смогла представить индивидуальных нейтральных спортсменов.
В июне 2024 года принимала участие в чемпионате Европы по гребле на байдарках и каноэ. В финале заплыва C–1 на 200 метров заняла третье место.
На Олимпийских играх в предварительном заплыве заняла 2 место и квалифицировалась в полуфинал. В полуфинале также показала 2 место, уступив лишь сотую секунду Ярислейдис Сирило из Кубы. В финале с временем 44.83 показала 5 результат.
В августе 2024 года участвовала в чемпионате мира по гребле на байдарках и каноэ. В паре с Инной Неделькиной стали чемпионками мира, показав лучшее время.